# Maria Ribakova
Maria Aleksàndrovna Ribakova (Мари́я Алекса́ндровна Рыбако́ва) (Moscou, 1973) és una escriptora russa; és neta de l'escriptor Anatoli Ribakov i filla única de la crítica literària Nataliya Ivanova, directora adjunta de la revista Znamya.
Amb 17 anys va començar Filologia Clàssica a la Universitat Estatal de Moscou. Va continuar els seus estudis a Alemanya, a la Universitat Humboldt, on es trasllada amb 20 anys i, després de passar una llarga temporada a Berlín, va realitzar el seu doctorat a la Universitat Yale al 2004, on és professora de rus. Ha treballat i viatjat per diferents llocs del món: Ginebra, Múnic, Tailàndia i el nord de la Xina. L'any 2003 va ser guardonada amb el premi Serguei Dovlàtov a el millor conte curt en idioma rus.
El 2005 va ser escriptora resident al Bard College, Nova York. Durant el curs 2006-2007 va ser professora a la Universitat Estatal de Califòrnia, Long Beach. Entre el 2007 i el 2017 exerceix a la Facultat de Filologia i Humanitats a la Universitat Estatal de San Diego. Des de llavors, ha ocupat una beca visitant a la New Europe College, Bucarest (2017-2018), i una beca Fulbright a la Universitat AI Cuza, Romania (2019-2020). Actualment Rybakova és professora associada a la Universitat Nazarbayev, a Kazakhstan.

## Novel·les
- "Анна Гром и ее призрак" (El fantasma d'Anna Grom), 1999
- "The Child-snatching Demons of Antiquity: Narrative Traditions, Psychology and Nachleben", Ph.D. thesis, Yale University, 2004.
- "Братство проигравших" (La fraternitat dels perdedors), Время, 2005.
- "Слепая речь", Время, 2006.
- "Острый нож для мягкого сердца", Время, 2009.
- "Гнедич", Время, 2011.[4]
- "Черновик человека", Эксмо, 2014.
- "Если есть рай", Знамя, 2018.